# Gà Mên
Gargamel, tục gọi là Gà Mên là nhân vật trong bộ truyện tranh Xì Trum. Hắn ta là một lão phù thủy độc ác và là kẻ thù không đội trời chung của Xì Trum, và là phản diện chính trong phim hoạt hình của bộ truyện cùng tên. Mục tiêu chính của hắn luôn muốn bắt và quy phục Xì Trum để tạo ra tinh chất Xì Trum hoặc để nén thành vàng.

## Khuôn mẫu kiểuDo Thái
Theo nhà xã hội học người Pháp Antoine Buéno, Gargamel được ám chỉ theo khuôn mẫu người Do Thái, tức là có mũi to, sở hữu phép thần thông, có hứng thú với vàng, và đầu hói.
Ngoài ra, con mèo Azrael là tên tiếng Hebrew có nghĩa là "Chúa phụ lòng ta" (ở Israel, nó được gọi là "Hat-hattul" (חַת-האטול) nghĩa là "chú mèo đáng sợ" là từ ghép của 2 từ tiếng Hebrew "đáng sợ" và "mèo"). Trong văn hóa truyền thống của người Do Thái giáo và Hồi giáo, Azrael là tên của thiên thần của cái chết. Vì lẽ đó, đó là tên Do Thái, nên các nước Hồi giáo đã kiểm duyệt nhằm mục đích tránh nhắm tới những vấn đề chính trị hay tôn giáo.

## Tên gọi
Tên gọi "Gargamel" không phải tên Do Thái mà được lấy từ tên của bà mẹ khổng lồ của Gargantua là Gargamelle trong bộ ngũ bộ tác Gargantua và Pantagruel của Rabelais. Khá là hợp lý nếu so với tổng quan Gargamel là người khổng lồ so với tộc Xì Trum. Từ gargamelle trong tiếng Pháp trở thành một thứ lóng cho "họng".
Ivan Delport đã gợi ý tên "Gargamel" nên anh cũng đề xuất tên con mèo "Azrael", được coi là "thần chết" một cái tên thích hợp cho việc thích tiêu diệt Xì Trum. Anh cũng thích cách mà nó cũng vần với tên Gargamel.

## Diện mạo
Gargamel được miêu tả là người hay khom lưng. Đặc trưng của hắn với chiếc áo choàng rách sờn được vá lại với một hàm răng mục. Hắn là một kẻ xấu tính, ghét cả cái thiên hạ này và đặc biệt là đám Xì Trum, thi thoảng hắn cũng sẽ giả vờ làm bạn nếu như có gì đó cho hắn kể cả nhận được hay cướp được. Hắn cũng là một kẻ hèn vãi ra, hay đầu hàng hoặc chuồn đi nếu như có ai hoặc gì đó đụng chạm hay làm tổn hại gì đến hắn.
Gargamel là một kẻ vụng về. Hắn nghĩ ra bao nhiêu mưu kế để bắt được bọn Xì Trum (ví dụ như là kế hoạch "nam châm xanh" hút bất cứ thứ gì có màu xanh) mặc dù hắn có khi là một thiên tài hiếm có như là cha đẻ tạo ra Tí Cô Nương chẳng hạn. Hắn có cả một thư viện chứa cuốn sách phép thuật với đủ mọi loại thần thông ma pháp về những câu thần chú, những bùa chú, độc dược, và những mánh khóe để có thể thỏa mãn được hắn. Tuy nhiên, kể cả kế hoạch của hắn có phức tạp đến đâu thì cũng luôn thất bại, rồi hắn lại phải thốt ra câu "Ta ghét bọn Xì Trum!!!". Nhưng hắn vẫn không bỏ cuộc, hắn vẫn luôn nguyền rằng "Ta sẽ bắt được ngươi nếu đó là những gì ta sẽ làm!"